# Frontera entre Eritrea y Sudán
La frontera entre Eritrea y Sudán es el límite de una longitud de 605 kilómetros que separa a Eritrea y Sudán.

## Características

### Generalidades
La frontera está ubicada al oeste de Eritrea y al sudeste de Sudán. Mide de 605 km , siendo la 2ª frontera terrestre más larga de Eritrea (después de aquella con Etiopía) y la 5ª para Sudán.

### Trazado
La frontera parte del punto triple entre Eritrea, Etiopía y Sudán, ubicado sobre el curso del río Tekezé (14° 15′ 35″ N, 36° 33′ 40″ E), cerca de la ciudad etíope de Humera.
Se dirige luego hacia el norte por aproximadamente 100 km  antes de girar hacia el noreste. La frontera terrestre termina sobre el mar Rojo (17° 58′ 25″ N, 38° 34′ 37″ E).
La frontera marítima entre ambos países prosigue luego por el mar Rojo durante más de un centenar de km, hasta el encuentro con las fronteras marítimas de Arabia Saudita.
Desde el punto de vista administrativo, la frontera separa las regiones eritreas de Anseba, Gash-Barka y Semenawi-Keyih-Bahri de los estados sudaneses de Kassala y Mar Rojo.

### Pasajes
La frontera posee cuatro puntos de paso por carretera principal, de norte a sur:
- Karora
- Sala
- Sebderat
- Teseney

## Historia
La frontera fue definida por primera vez entre 1880 y 1890, durante la colonización italiana de Eritrea. La separaba entonces de la colonia británica del Sudán. En 1936, Eritrea estaba integrada en el África Oriental Italiana. En 1941, durante la campaña de África del Este, el territorio fue invadido por las fuerzas británicas. En 1952, Eritrea y Etiopía formaron una federación. La frontera entre Eritrea y Sudán se convirtió entonces en una parte de la frontera internacional entre Etiopía y Sudán.
Después de haber ganado en 1991 la guerra contra Etiopía comenzada en 1962, Eritrea se declaró país independiente en mayo de 1993.

## Anexos
- Lista de las fronteras terrestres internacionales por longitud